# Savoir vivre
Savoir vivre je francouzské slovní spojení, které se překládá jako umění žít. Ve frankofonních zemích je takto označován způsob znalosti zdvořilosti, elegance, dobrých mravů a etikety. Přeneseně se používá pro člověka, který si užívá radostí života a světa.   

## Význam a původ slova
Slovní spojení pochází ze dvou francouzských infinitivů – savoir (vědění, znalost) a vivre (žít, život, vyžívat se). Obecně platí dva významy tohoto spojení:
1. znalosti o chování, sociálních forem a pravidel zdvořilosti
2. schopnost jít životem a vyrovnat se s různými obtížnými situacemi. Přesto je hlavní myšlenkou latinské Carpe diem – snaha užít si dokud je co, užít si každého dne.